# Joan the Woman
Joan the Woman ist ein US-amerikanischer Monumental- und Historienfilm von Cecil B. DeMille aus dem Jahre 1916.

## Handlung

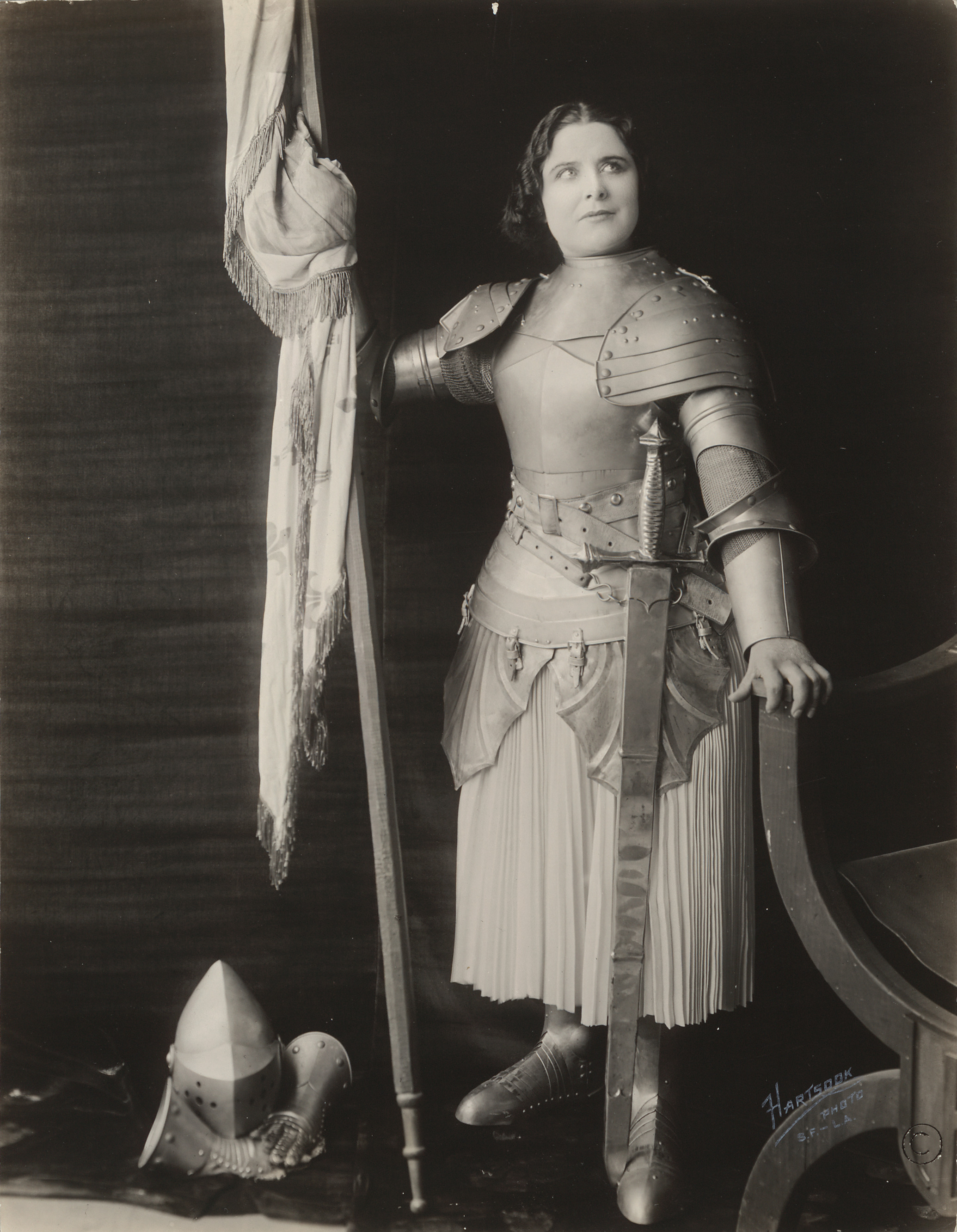
Geraldine Farrar als Johanna

Eric Trent ist ein britischer Soldat an der französischen Front im Ersten Weltkrieg. Er entdeckt in einem Dorf ein antikes Schwert. Ihm erscheint daraufhin die Heilige Johanna von Orleans. Trent findet sich plötzlich im Frankreich des 15. Jahrhunderts wieder. Er wird Zeuge der Festnahme Johannas, der Verhöre und des Prozesses. Sie wird schließlich zum Tode verurteilt und auf dem Scheiterhaufen verbrannt. Mit der Verbrennung Johannas kehrt Trent in die Gegenwart des Ersten Weltkrieges zurück und meldet sich für ein gefährliches Kommando. Bei dieser Unternehmung wird er schwer verwundet. Während er stirbt, erscheint ihm erneut die Heilige Johanna.

## Veröffentlichung
In den USA wurde Joan the Woman erstmals am 25. Dezember 1916 aufgeführt. Seine deutsche Premiere erlebte der Film fast 87 Jahre später, am 28. November 2003 auf dem Fernsehsender Arte.

## Kritiken
„Opulent und detailverliebt ausgestatteter Stummfilm, getragen von überzeugenden Darstellern. Freilich wirkt die Hauptdarstellerin, die Opernsängerin Geraldine Farrar, etwas zu alt für die Rolle, sodass man ihr das Charisma des visionären Bauernmädchens, das die Truppen mobilisiert und führt, nicht ganz abnimmt.“